# No Lo Trates
«No Lo Trates» (с исп. — «Не пытайся») — песня американо-кубинского рэпера Питбуля, доминиканской певицы Натти Наташи и пуэрто-риканского рэпера Дэдди Янки. Песня была выпущена 26 апреля 2019 года через лейбл Питбуля Mr. 305 Records, и является первым синглом из его одиннадцатого студийного альбома «Libertad 548».
11 января 2020 года песня превысила 100 миллионов потоков на Spotify.

## Написание песни
Песня содержит семпл из припева песни 1994 года «Rica y Apretadita» панамского рэпера El General с участием американской певицы Anayka.

## Продвижение песни
Дэдди Янки поделился обложкой сингла в социальных сетях за день до его выхода, как и Питбуль. Натти дразнила поклонников публикацией фотографий со съемочной площадки в своих Instagram историях.
6 мая 2019 года официальное музыкальное видео было загружено на официальный YouTube-канал Pitbull и набрало более 210 миллионов просмотров по состоянию на май 2020 года.
Сингл был исполнен вживую Питбулем, Дэдди Янки и Натти Наташей на Premios Juventud 2019. Выступление было загружено на YouTube-канал Питбуля и набрало более 1,5 миллиона просмотров по состоянию на май 2020 года.

## Чарты
| Чарт (2019)                     | Наивысшая позиция |
| ------------------------------- | ----------------- |
| Argentina (Argentina Hot 100)   | 58                |
| Bolivia (Monitor Latino)        | 11                |
| Chile (Monitor Latino)          | 3                 |
| Ecuador (National-Report)       | 81                |
| El Salvador (Monitor Latino)    | 10                |
| Mexican Pop Airplay (Billboard) | 18                |
| Nicaragua (Monitor Latino)      | 12                |
| Peru (Monitor Latino)           | 8                 |
| Puerto Rico (Monitor Latino)    | 1                 |
| Spain (PROMUSICAE)              | 60                |
| Швейцария (Schweizer Hitparade) | 74                |
| США (Billboard Hot Latin Songs) | 15                |
| Venezuela (Monitor Latino)      | 4                 |
| Venezuela (National-Report)     | 5                 |

## Сертификации
| Регион                                                                      | Сертификация          | Продажи |
| --------------------------------------------------------------------------- | --------------------- | ------- |
| США (RIAA)                                                                  | 6× Платиновый (Latin) | 360 000 |
| Данные о продажах + прослушиваниях приведены только на основе сертификации. |                       |         |